# Ronnie Stephenson
Ronnie Stephenson (26. januar 1937 i Sunderland, England – 8. august 2002) var en engelsk jazztrommeslager. 
Stephenson var en af de mest benyttede engelske jazztrommeslagere. Har spillet med bl.a. Sonny Rollins, Stan Getz, Roland Kirk, Benny Golson, Johnny Griffin, Wes Montgomery og Ella Fitzgerald etc. Han har også spillet med popmusikere såsom Shirley Bassey, Tom Jones, Engelbert Humperdinck, Matt Monro og Cilla Black.
Stephenson er også trommeslageren på James Bond soundtrackpladerne You Only Live Twice og Diamonds Are Forever.

## Eksterne links/kilder
- Ronnie Stephenson på drummerworld.com
- Ronnie Stephenson på Jazzprofessional